# Nilüfer
Nilüfer ist ein türkischer weiblicher Vorname persischer Herkunft.

## Herkunft und Bedeutung
Nilüfer (arabisch-persisch Nilūfar) ist ein persischer Name indogermanischer Herkunft und verwandt mit gleichbedeutend griechisch Nenuphar und griechisch-lateinisch Nenufar („Lotosblume“, „Seerose“; siehe auch Gelbe Teichrose).

## Namensträgerinnen
- Nilüfer Akbal (* 1969), zazaisch-kurdische Sängerin
- Nilüfer Demir (* 1986), türkische Fotografin
- Nilüfer Göle (* 1953), türkische Soziologin
- Nilüfer Hatun (12**–13**), Gattin von Orhan I. und Mutter von Murad I.
- Nilüfer Verdi (* 1956), türkische Jazzmusikerin
- Nilüfer Yanya (* 1995), britische Musikerin
- Nilüfer Yumlu (* 1955), türkische Popsängerin, bekannt als Nilüfer

## Orte
- Nilüfer (Bursa) ist eine Kreisstadt in der türkischen Provinz Bursa